# Singosari (Kebomas)
Singosari is een bestuurslaag in het regentschap Gresik van de provincie Oost-Java, Indonesië. Singosari telt 9804 inwoners (volkstelling 2010).